# Веттер (Рур)
Веттер (нем. Wetter) — город в Германии, в земле Северный Рейн-Вестфалия.
Входит в состав района Эннепе-Рур. Население составляет 28 113 человек (на 31 декабря 2010 года). Занимает площадь 31,47 км². Официальный код — 05 9 54 032.
Город подразделяется на 4 городских района: Альт-Веттер, Венгерн, Фольмарштайн и Эшборн.
| Год  | Население |
| ---- | --------- |
| 1995 | 29 448    |
| 2000 | 29 946    |
| 2005 | 29 221    |
| 2010 | 28 221    |

## Фотографии

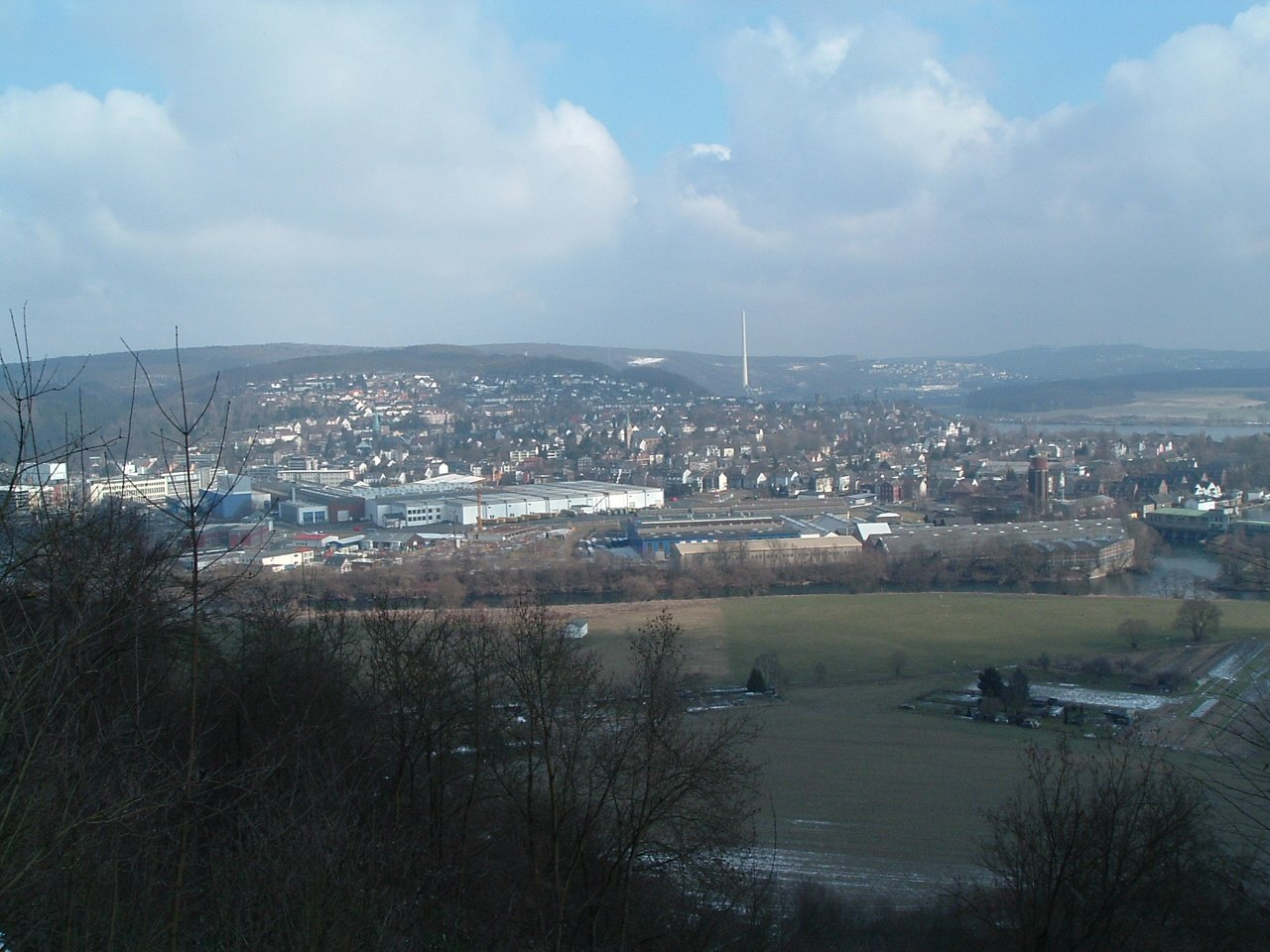
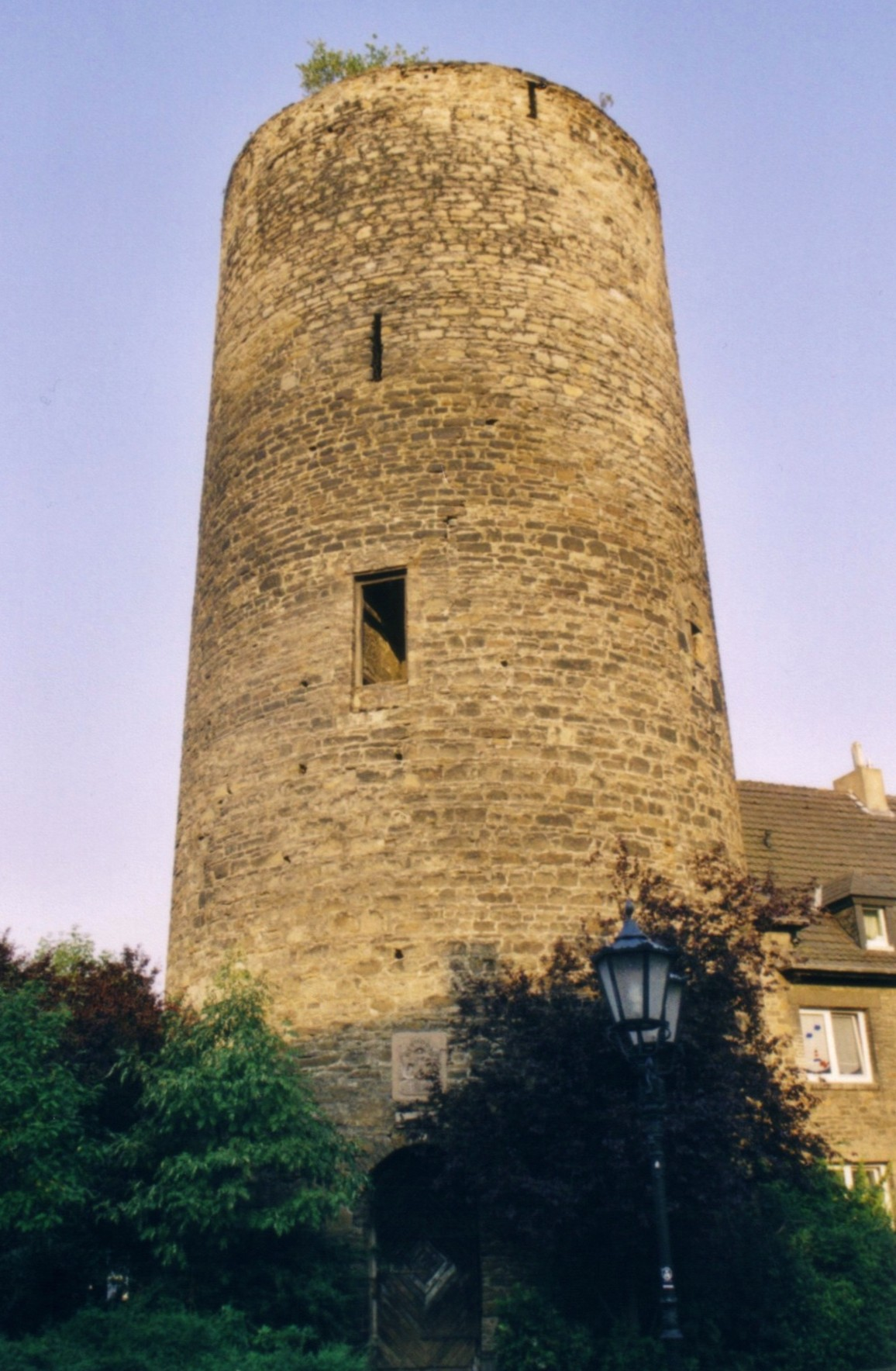
Бург Веттер
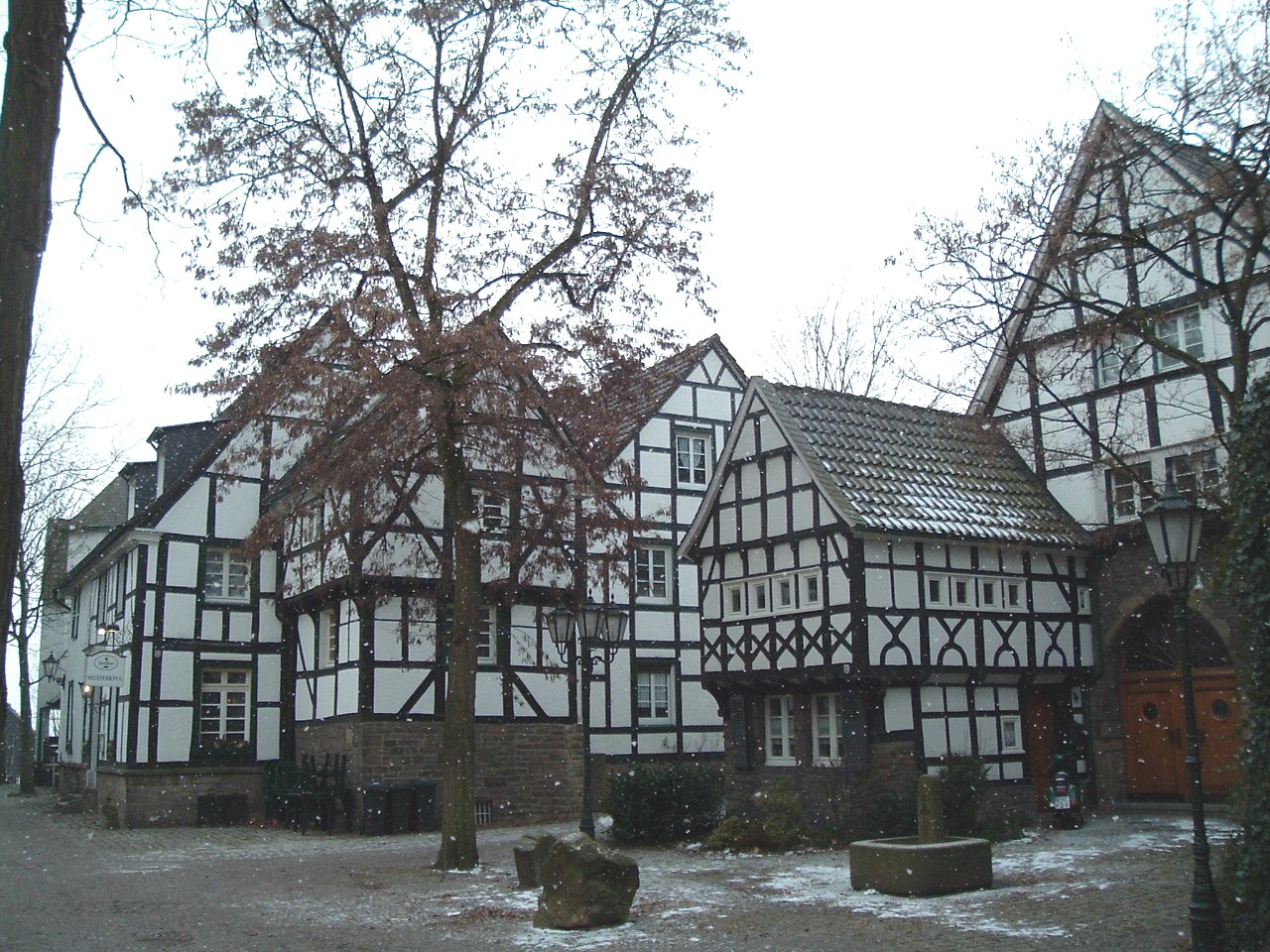
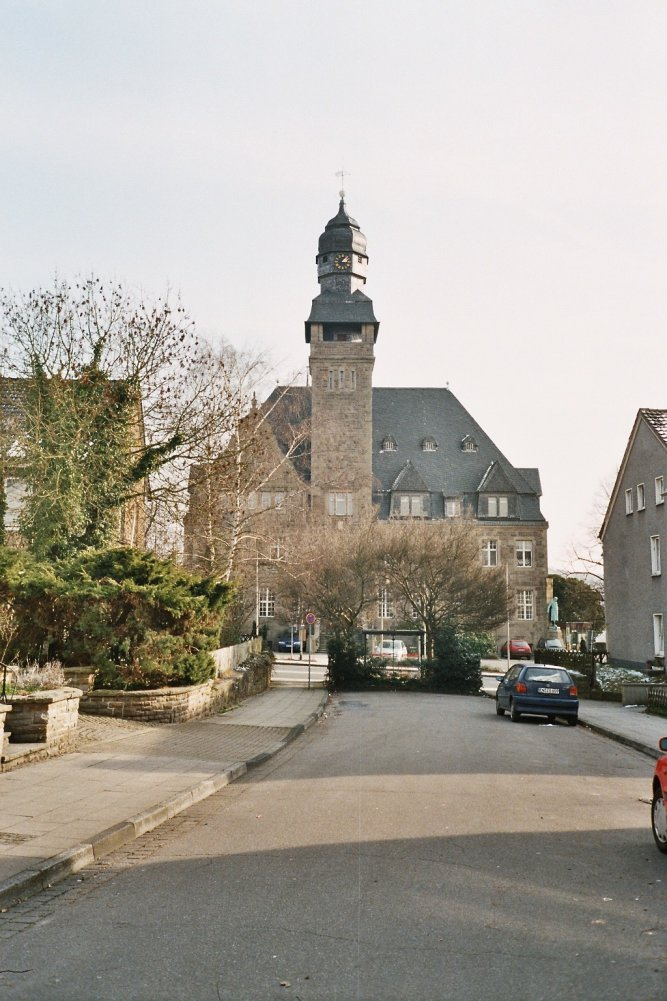
Ратуша
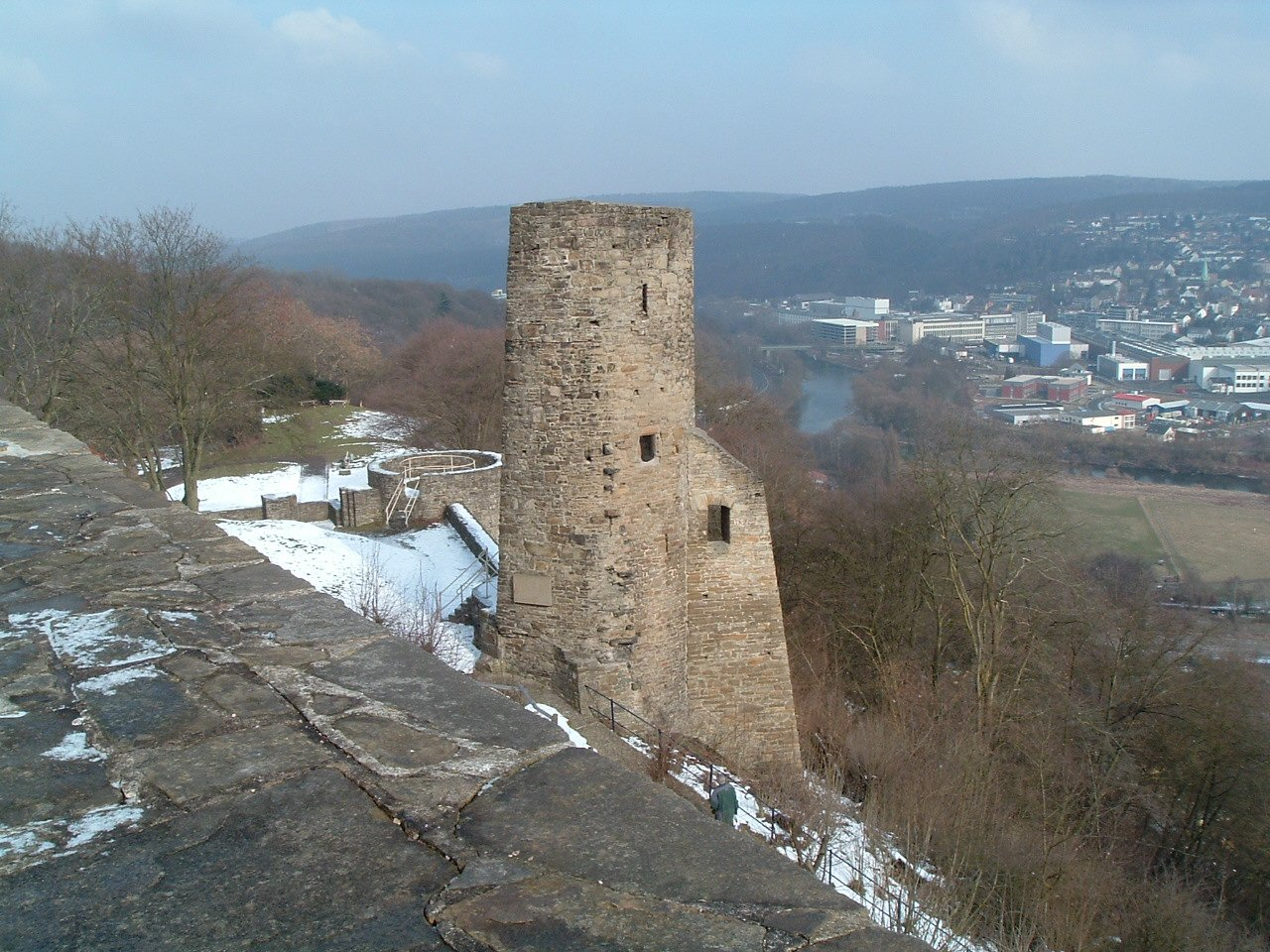
Бург Фольмарштайн
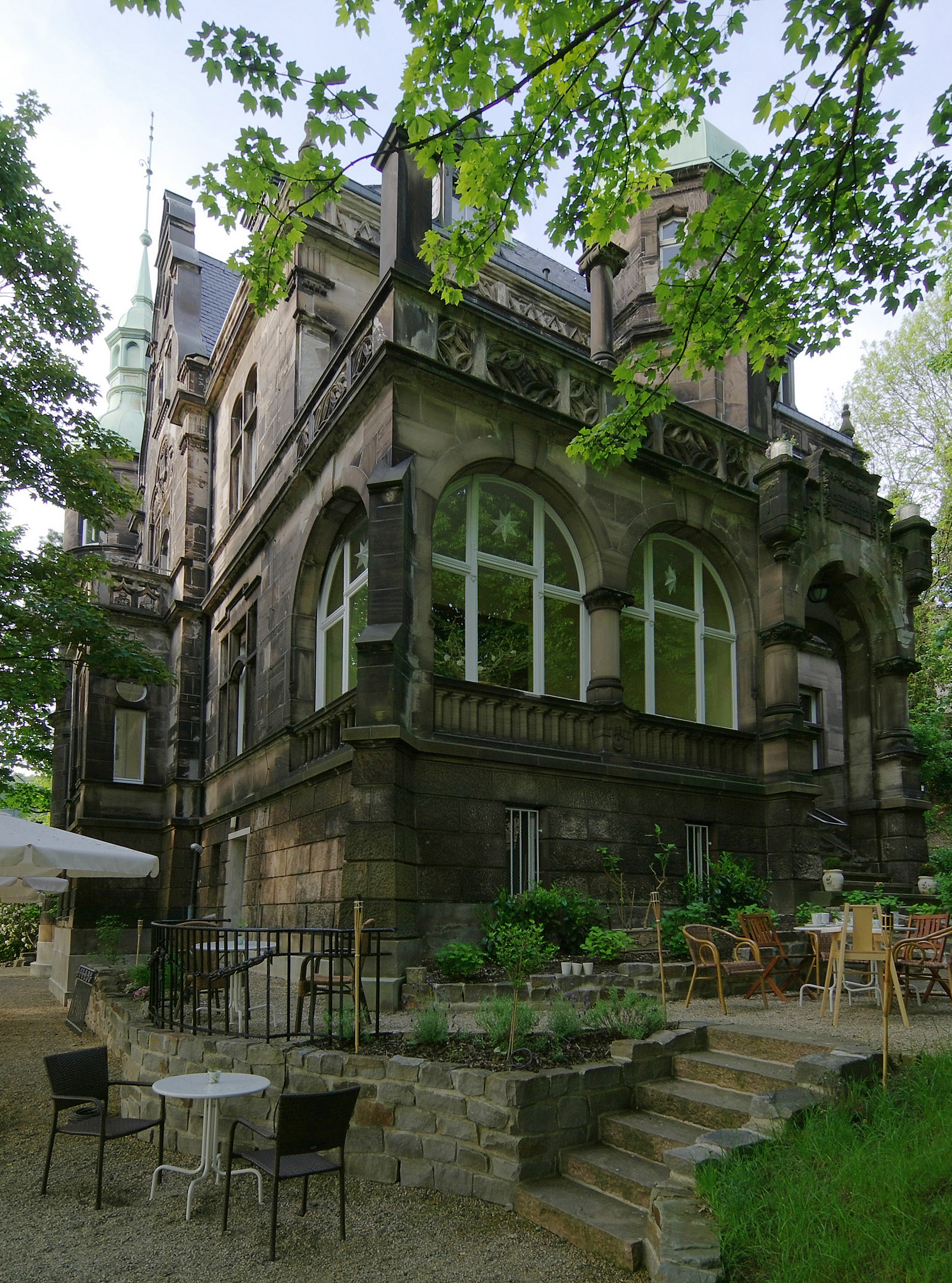
Вилла Бёнхофф
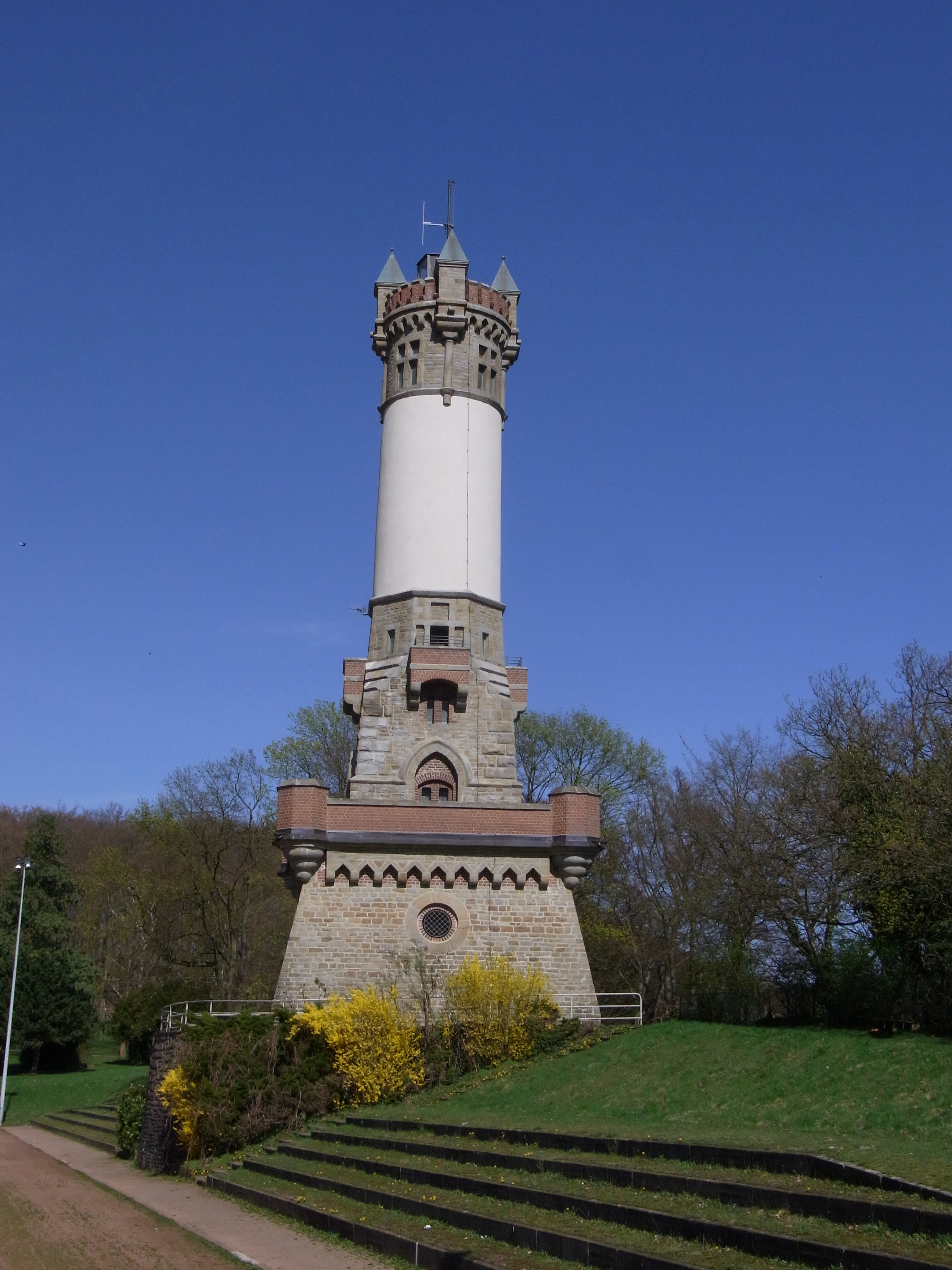
Башня Харкорта